# 夏尔嘎音淖尔
夏尔嘎音淖尔也作夏尔嘎音淖、沙拉格诺尔、沙腊格诺尔，是一个位于中国内蒙古自治区锡林郭勒盟正镶白旗乌兰查布苏木夏日嘎淖尔嘎查西南的一座咸水湖。
夏尔嘎音淖尔地处锡林郭勒草原，呈不规则方形，湖泊东北多沼泽地。水面高程1188米，水质咸，水面面积7.55平方千米。湖泊水量来自周边降水产生的地表径流补给，干旱年湖水干涸。湖区水草丰美，畜牧业发达。
2021年，正镶白旗人民政府公布的主要河湖管理范围，夏尔嘎音淖尔划界面积12.185平方千米，划界长度13.866千米。